# Andreas Wecker
Andreas Wecker (Staßfurt, Alemania, 2 de enero de 1970) es un gimnasta artístico alemán, especialista en la prueba de barra horizontal con la que ha conseguido ser campeón olímpico en 1996 y campeón del mundo en 1995, además de haber ganado otras numerosas medallas.

## Representano aAlemania del Este
En los JJ. OO. de Seúl (Coreal del Sur) de 1988 gana la plata en el concurso por equipos, tras la Unión Soviética y por delante de Japón.
En el Mundial de Stuttgart 1989 consigue tres medallas de plata —equipo, caballo con arcos y anillas— y una de bronce en barras paralelas, tras el soviético Vladimir Artemov y el chino Li Jing, ambos empatados.

## Representando a Alemania
En el Mundial de Indianápolis 1991 gana plata en anillas —tras el soviético Grigory Misutin— y bronce en equipos, tras Unión Soviética y China.
En los JJ. OO. de Barcelona (España) de 1992 gana plata en barra fija tras el estadounidense Trent Dimas y empatado con Grigory Misutin del Equipo Unificado. También gana dos medallas de bronce, en caballo con arcos y anillas.
En el Mundial de Birmingham 1993 gana la plata en caballo con arcos —tras el norcoreano Pae Gil Su—, también plata en anillas —tras el italiano Jury Chechi— y el bronce en la general individual, tras el bielorruso Vitaly Scherbo y el ruso Serguéi Járkov.
En el Mundial de Sabae 1995 gana el oro en barra horizontal, por delante del japonés Yoshiaki Hatakeda y del búlgaro Krasimir Dounev y chino Zhang Jinjing, estos dos últimos empatados con el bronce.
Por último, poniendo fin a esta muy fructífera carrera deportiva, en los JJ. OO. de Atlanta (Estados Unidos) de 1996 gana el oro en barra horizontal, por delante del búlgaro Krasimir Dounev (plata), y el bielorruso Vitaly Scherbo, el chino Fan Bin y el ruso Alexei Nemov, estos tres últimos empatados con la medalla de bronce.